# August von Owstien
August Georg Karl Philipp von Owstien (* 21. Juni 1771 in Stettin; † 15. März 1847 in Breslau) war ein preußischer Generalmajor und Kommandant der Festung Graudenz.

## Leben

### Herkunft
Seine Eltern waren der General der Infanterie Carl Philipp von Owstin (1736–1811) und dessen erste Ehefrau Dorothea Elisabeth, geborene Ulrich (* 8. Januar 1745; † 1. Februar 1775).

### Militärkarriere
Owstien kam am 1. November 1784 als Gefreitenkorporal in das Infanterieregiment „von der Goltz“ der Preußischen Armee und avancierte bis Ende Dezember 1789 zum Sekondeleutnant. 1790 wurde sein Vater Carl Philipp von Owstin Chef dieses Regiments. Am 21. Dezember 1793 folgte seine Versetzung als Inspektionsadjutant zu seinem Vater versetzt, der in dieser Zeit auch die Pommerische Inspektion kommandierte. Am 15. Oktober 1798 kehrte Owstien als Premierleutnant zu seinem Regiment zurück. Am 26. September 1802 wurde er zum Stabskapitän befördert, bevor er am 26. September 1805 als Generaladjutant zu seinem Vater kam. Im folgenden Vierten Koalitionskrieg kämpfte er in den Gefechten bei Criewitz, Waren und bei Lübeck. Mit der Kapitulation des Korps „Blücher“ ging er in Gefangenschaft und wurde inaktiv gestellt.
Nach dem Frieden von Tilsit am 11. Oktober 1810 zum Kapitän von der Armee befördert, nahm Owstien am 4. Februar 1812 seinen Abschied mit Pension und zog daraufhin auf das Gut seiner Frau zurück.
Mit Beginn der Befreiungskriege kam er am 6. Mai 1813 als Kompaniechef in das 2. Pommerische Reserve-Bataillon und kurz darauf am 1. Juli 1813 in das 9. Reserve-Infanterie-Regiment. Owstien kämpfte bei den Belagerungen von Stettin und Wittenberg sowie den Schlachten bei Großgörschen, Dennewitz, Leipzig und Laon. Bei Dennewitz erwarb er das Eiserne Kreuz II. Klasse und für den Sturm auf Arnheim wurde Owstien mit dem Kreuz I. Klasse ausgezeichnet. Außerdem nahm er an den Belagerungen von Philippeville, Givet und Montmedy teil. In der Zeit wurde er am 4. Februar 1814 zum Major befördert und am 25. Mai 1815 zum Bataillonskommandeur ernannt.
Nach dem Krieg stieg Owstien am 13. März 1817 zum Oberstleutnant auf und wurde am 30. März 1818 zum Regimentskommandeur ernannt. Er war bereits erkrankt und erhielt am 15. August 1822 die Mitteilung, dass er für den nächsten Kommandantenposten in einer Festung vorgesehen sei. Zunächst wurde Owstien am 30. März 1824 mit Patent vom 3. April 1834 zum Oberst befördert. Am 18. Juni 1825 wurde er als Kommandant in die Festung Graudenz versetzt. Dort nahm Owstien am 12. März 1834 seinen Abschied mit dem Charakter als Generalmajor und der gesetzlichen Pension. Er starb am 15. März 1847 in Breslau.

### Familie
Owstien heiratete am 4. Juli 1800 in Daugzin Juliane Johanna von Hertell (* 2. August 1782; † 23. Oktober 1870). Das Paar hatte mehrere Kinder:
- Maria Friedrike Antonie (* 7. Juni 1801; † 4. Juni 1854) ⚭ 24. September 1826, Ferdinand Leopold Lettgau († 18. Februar 1861), Oberstleutnant der Artillerie
- Karl Hermann Julius August (* 11. November 1802; † 4. März 1867), Oberst a. D. ⚭ Karoline Sophie von Mellenthin (* 17. September 1804; † 10. August 1883), Witwe des Otto Kasimir Wilhelm von Mißbach (* 2. Juli 1787; † 15. April 1825)[1]
- Pauline Luise Karoline (* 1. März 1805, † 1. Mai 1892) ⚭ 17. Oktober 1828 Ernst Lettgau († 1. Februar 1881), Hauptmann a. D. der Artillerie
- Eduard August Heinrich Wilhelm (* 1. Dezember 1806; † 19. September 1877), Oberst a. D., Kommandant von Wittenberg ⚭ Luise Ottilie Sophie von Mißbach (* 13. August 1825; † 1. Juli 1909)[1]Stieftochter von Karl
- Therese Juliane Karoline (* 22. März 1809; † 19. Juni 1852) ⚭ Adolf Bernhard Johann von Gorden (* 10. Dezember 1801; † 9. Mai 1874)[2], Leutnant a. D., Mitglied des Preußischen Herrenhauses und Herr auf Adlig-Silsau, Laskowitz (Gordon-Laskowitz-Coldwells), Eltern von Franz August von Gordon
- Julius Georg Bernhard (* 19. März 1812; † 11. März 1892) ⚭ 1842 Dorothea Christine Helene Marie Brügelmann (* 21. Juni 1823)
- Alexander Emil August (* 3. November 1816; † 21. März 1818)
- Luise Friederike Wilhelmine (* 3. August 1819; † 20. September 1891) ⚭ 1864 Karl Wilhelm Robert von Burgsdorff (* 21. Juni 1817)[3]
- Helene Ernestine Karoline Hedwig (* 14. August 1821; † 13. Juni 1860) ⚭ 1850 Karl Wilhelm Robert von Burgsdorff
- Friedrich Philipp August Adalbert (* 30. April 1829; † 19. August 1870), Ingenieur-Major ⚭ 1855 Emma Alvine Luise Preuße (* 23. August 1834)